# Litauische Eishockeyliga 2013/14
Die Saison 2013/14 war die 23. Spielzeit der litauischen Eishockeyliga, der höchsten litauischen Eishockeyspielklasse. Die litauische Meisterschaft gewann zum ersten Mal in der Vereinsgeschichte Delovaja Rus Kaliningrad.

## Modus
Vor der Saison zog sich der litauische Serienmeister SC Energija aus der NRLR (Nacionalinė ledo ritulio lyga) zurück. Zudem stellte der Kėdainių LRK den Spielbetrieb ein, so dass die erste Spielklasse aufgelöst wurde und die bisherige zweite Amateur-Spielklasse zur höchsten Liga des Landes wurde. Gespielt wurde in drei regionalen Gruppen.
In der Hauptrunde absolvierte jede der Mannschaften 12 respektive 9 Spiele. Anschließend wurde in den Playoffs der Meister ermittelt. Für einen Sieg nach regulärer Spielzeit erhielt jede Mannschaft drei Punkte, bei einem Sieg nach Overtime gab es zwei Punkte, bei einer Niederlage nach Overtime gab es ein Punkt und bei einer Niederlage nach regulärer Spielzeit null Punkte.

## Hauptrunde
Legende: Sp = Spiele, S = Siege, N = Niederlagen, OTS = Overtime-Siege, OTN = Overtime-Niederlage, SOS = Penalty-Siege, SON = Penalty-Niederlage

### Ost-Division
|    | Klub                        | Sp | S | OTS | OTN | N | Tore  | Punkte |
| -- | --------------------------- | -- | - | --- | --- | - | ----- | ------ |
| 1. | Elektrėnų Lokiai-Poseidonas | 12 | 7 | 1   | 0   | 4 | 68:52 | 23     |
| 2. | Rokiškio Rokiškis           | 12 | 7 | 0   | 1   | 4 | 66:41 | 22     |
| 3. | Vilnius Hockey Punks        | 12 | 7 | 0   | 0   | 5 | 44:53 | 21     |
| 4. | Vilnius Ober-Haus           | 12 | 4 | 0   | 0   | 8 | 51:61 | 12     |
| 5. | Juodupės Juodupė            | 12 | 4 | 0   | 0   | 8 | 43:65 | 12     |

### Zentral-Division
|    | Klub                  | Sp | S | OTS | OTN | N  | Tore   | Punkte |
| -- | --------------------- | -- | - | --- | --- | -- | ------ | ------ |
| 1. | Kauno Baltų-Ainiai    | 12 | 8 | 1   | 0   | 3  | 80:35  | 27     |
| 2. | Bizonai Kaunas II     | 12 | 7 | 1   | 1   | 3  | 67:46  | 24     |
| 3. | Kauno Sparnai-Staklės | 12 | 7 | 0   | 0   | 5  | 69:57  | 21     |
| 4. | Sūduva Marijampolė    | 12 | 0 | 0   | 0   | 12 | 24:102 | 0      |

### Wes-Division
|    | Klub                      | Sp | S | OTS | OTN | N | Tore  | Punkte |
| -- | ------------------------- | -- | - | --- | --- | - | ----- | ------ |
| 1. | Delovaja Rus Kaliningrado | 9  | 8 | 0   | 0   | 1 | 71:19 | 24     |
| 2. | Šiaulių Ledo linija       | 9  | 6 | 0   | 0   | 3 | 36:34 | 18     |
| 3. | Bizonai Kaunas            | 9  | 3 | 0   | 0   | 6 | 42:52 | 9      |
| 4. | Baltija Klaipėda          | 9  | 1 | 0   | 0   | 8 | 23:67 | 3      |
| 5. | Kirai Klaipėda 1          | 2  | 0 | 0   | 0   | 2 | 3:9   | 0      |

## Playoffs

### Viertelfinale
- Kauno Baltų-Ainiai  – Kauno Sparnai-Staklės 11:5
- Kaliningrado Delovaja Rus  – Vilnius Hockey Punks 11: 1
- Bizonai Kaunas II  – Šiaulių Ledo linija 2:5
- Elektrėnų Lokiai-Poseidonas – Rokiškio Rokiškis 1:2

### Halbfinale
- Kaliningrado Delovaja Rus – Šiaulių Ledo linija 7:0
- Kauno Baltų-Ainiai – Rokiškio Rokiškis 0:4

### Spiel um Platz 3
- Kauno Baltų-Ainiai – Šiaulių Ledo linija 1:10

### Finale
- Kaliningrado Delovaja Rus – Rokiškio Rokiškis 11:4